# Zentralgriechenland
Festlandsgriechenland (griechisch Στερεά Ελλάδα Stereá Elláda) oder Zentralgriechenland (griechisch Κεντρική Ελλάδα Kendrikí Elláda) ist eine historische Landschaft in Griechenland und wird heute staatlicherseits als ‚geografische Region‘ (γεογραφικό διαμέρισμα geografiko diamerisma) geführt. Sie umfasst das Gebiet des griechischen Festlands, das unmittelbar nach der Unabhängigkeit Griechenlands zum Staatsgebiet gehörte (mit Ausnahme der Halbinsel Peloponnes und unter Einschluss der Insel Euböa sowie der Inseln des Präfekturbezirks Piräus) und wird griechisch meist wörtlich als „Festlandsgriechenland“ (Στερεά Ελλάδα Sterea Ellada, oder Χέρσος Ελλάς Chersos Ellas) bezeichnet. Ein weiterer Name für die Landschaft ist Roumeli (Ρούμελη), abgeleitet von dem türkischen Begriff Vilayet Rumeli für den südlichen Balkan, deutsch Rumelien, mit der Bedeutung Land der Romioi („Land der (Ost-)Römer“, also der Griechen).
Zu Landschaft gehören:
- aus der Region Westgriechenland der Regionalbezirk Ätolien-Akarnanien
- die Region Attika
- die Region Mittelgriechenland mit den Regionalbezirken
  - Böotien
  - Euböa
  - Evrytania
  - Fokida
  - Fthiotida

## Lage
Die Landschaft grenzt im Norden an Epirus und Thessalien, im Süden an die Halbinsel Peloponnes, im Westen an das Ionische Meer und den Golf von Korinth und im Osten an die Ägäis.

## Statistikregion
Als Statistikregion (NUTS-1) umfasst Zentralgriechenland die Regionen:
- Epirus
- Ionische Inseln
- Westgriechenland
- Mittelgriechenland und
- Peloponnes

Die Region Attika bildet eine eigene statistische Einheit.